# James Braid (médecin)
Pour les articles homonymes, voir James Braid et Braid (homonymie).
James Braid, né dans le district de Fife en Écosse le 19 juin et mort à Manchester le 25 mars 1860, est un chirurgien écossais, connu pour ses travaux sur l'hypnose.

## Biographie
Il fait ses études de médecine à Édimbourg et pratique la médecine à Manchester. Il commence à s'intéresser au magnétisme animal en 1841, lorsqu'il est le témoin, à Manchester, d'une démonstration du magnétiseur franco-suisse Charles Lafontaine.
On attribue souvent et abusivement à Braid l'invention du terme hypnose dans son livre Neurypnologie, Traité du sommeil nerveux ou hypnotisme, considéré dans ses relations avec le magnétisme animal, qu'il publie en 1843. En réalité, le terme avait déjà été utilisé par le baron Etienne Félix d'Henin de Cuvillers à partir des années 1820. Dans son livre, Braid essaie de se différencier des travaux des magnétiseurs « imaginationnistes » tels qu'Alexandre Bertrand et l'abbé Faria. Il remplace leur méthode d'induction visuelle par fixation de l'attention sur la main tendue du magnétiseur par la fixation de l'attention sur un objet brillant.
Braid définit l'hypnose comme un « état de sommeil nerveux » dans lequel il est facile de plonger une personne en utilisant l'induction par la fixation sur un objet brillant. Il utilise cette méthode, notamment pour obtenir l'anesthésie lors d'interventions chirurgicales. On rappellera que l’éther en anesthésie ne sera utilisé pour la première fois aux États-Unis qu'en 1842 et en France qu'en 1847.
En 1847, il essaie de renommer l'hypnose « monoïdéisme », sans succès.
On reproche à Braid ses expériences de phréno-hypnotisme, destinées à montrer la possibilité d'exciter des sentiments particuliers, des idées, des actes, en pressant fortement sur les protubérances du crâne du sujet hypnotisé.

## Le braidisme en France
En 1859, les médecins Eugène Azam et Paul Broca rendent compte devant l'Académie des sciences d'une intervention pratiquée sous anesthésie hypnotique. En 1860, Alfred Velpeau présente les travaux de Braid à l'Académie des sciences. Cette même année, Joseph Durand de Gros publie son Cours théorique et pratique du Braidisme, ou hypnotisme nerveux. En 1870, Hippolyte Taine présente une introduction aux théories de Braid {Tome 2, livre 1, chapitre I, IV}  dans son De l'Intelligence.

## Œuvres
- (en) Satanic agency and mesmerism reviewed, 1842
- (en) Neurypnology; or the rationale of nervous sleep, considered in relation with animal magnetism. Illustrated by numerous case of its successful application in the relief and cure of disease, 1843, (Trad. française : Hypnose ou Traité du sommeil nerveux, considéré dans ses relations avec le magnétisme animal, 1883, Rééd. L'Harmattan, Paris, 2004) Texte en ligne (anglais) (français)
- (en) The Power of the mind over the body, 1846
- (en) Observations on Trance: or human hybernation, 1850
- (en) Magic, Witchcraft, animal magnetism, hypnotism, and electro-biology, 1852
- (en) The Physiology of Fascination, 1855